# Ilmtal
Ilmtal is een voormalige gemeente in de Duitse deelstaat Thüringen, en maakt deel uit van de Ilm-Kreis. De naam van de voormalige gemeente verwijst naar de rivier de Ilm. De gemeente telde 3.752 inwoners op 30 april 2016.

## Geschiedenis
Ilmtal is gevormd in 1996 en is het product van meerdere fusies waarbij 21 dorpen tot een gemeente werden samengevoegd. Het gemeentebestuur zetelde in het dorp Griesheim. Op 6 juli 2018 ging Ilmtal op in de gemeente Stadtilm.

## Dorpen
Ilmtal omvatte de volgende plaatsen:

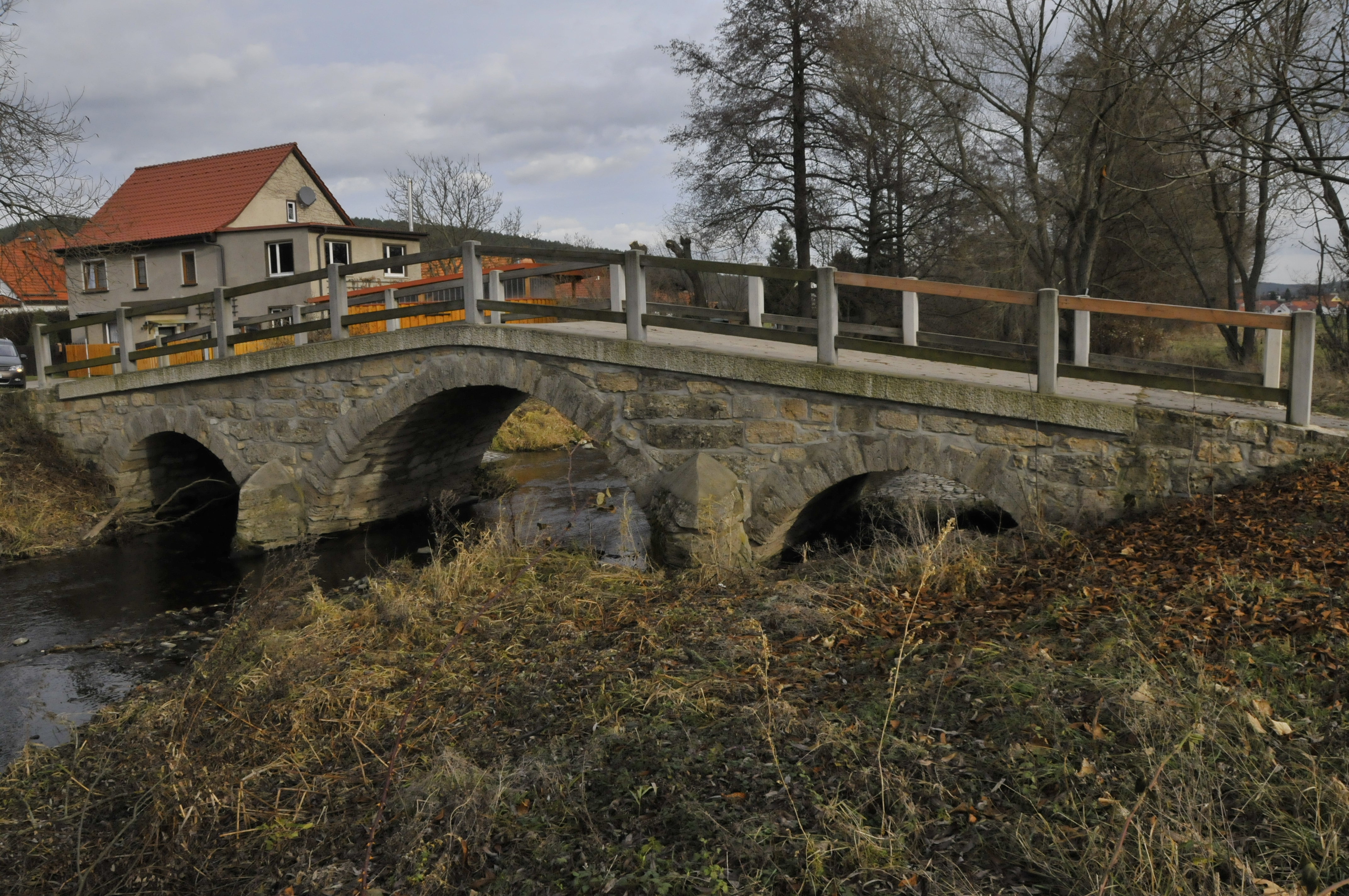
Romaanse boogbrug over de Ilm in het dorp Großhettstedt

| - Behringen - Cottendorf - Dienstedt - Döllstedt - Dörnfeld an der Ilm - Ehrenstein - Geilsdorf | - Gösselborn - Griesheim - Großhettstedt - Großliebringen - Hammersfeld - Hohes Kreuz - Kleinhettstedt | - Kleinliebringen - Nahwinden - Niederwillingen - Oberwillingen - Oesteröda - Singen - Traßdorf |